# Wurftechnik (Judo)
Die Judo-Techniken (jap. 技 waza, deutsch ‚Technik, Geschicklichkeit, Fähigkeit‘; hier etwa auch: „Wurf, Hebel, Haltegriff“, genauer 投技 nage waza, deutsch ‚Wurftechnik‘) lassen sich grob in Standtechniken, Bodentechniken und die Fallschule einteilen. Dieser Artikel behandelt nur die Wurftechniken.

## Allgemeines
Wurftechniken werden angewandt, um den Partner vom Stand in die Bodenlage zu bringen. Es existiert eine Vielzahl von Möglichkeiten, um dieses Ziel zu erreichen. Dabei reicht die Auswahl vom einfachen Beinstellen (O-soto-otoshi) bis hin zu spektakulären Aushebern (Kata-guruma) oder auch dem klassischen Überkopfwurf (Tomoe-nage), der in diversen Actionfilmen zu sehen ist. Wurftechniken kommen bei allen Ausübungsformen des Judo (Wettkampf, Kata, Randori oder Nage-komi) zum Einsatz.
Gut ausgeführte Wurftechniken benötigen wenig Kraft, da sie den Schwung und die Bewegung des Partners geschickt ausnutzen. Aus diesem Grund übersetzt man Judo auch mit den Worten „der sanfte Weg“. Am bedeutendsten bei der Ausführung der Wurftechniken ist dabei der Gleichgewichtsbruch (Kuzushi). Tori (der Werfende) nutzt dabei geschickt die Bewegung des Uke (der Geworfene) aus, um diesem das Gleichgewicht zu nehmen. Sobald Uke das Gleichgewicht verliert, gibt es zwei Möglichkeiten. Entweder gewinnt Uke sein Gleichgewicht zurück oder er fällt. Tori nutzt diesen Zustand aus, um Uke kontrolliert zu Fall zu bringen.
Eine Vielzahl von Techniken und Wirkprinzipien ermöglichen es dem Judoka, zum Erfolg zu gelangen. Dabei kommt es auf die Beherrschung des Wurfprinzipes an. Dies bedeutet, dass Tori sowohl die Kontaktpunkte mit Uke als auch die Bewegungsabläufe der Wurftechnik verinnerlicht haben muss. Erst wenn die Technik in einer Grobform beherrscht wird, können durch Variation von Bewegungsvorgaben, Eingang oder Ausführungen geeignete Feinformen entwickelt werden, um einen Kampf taktisch flexibler zu gestalten. Im Prinzip gilt dabei: Mit konsequentem Gleichgewichtsbruch sowie sauberer Ausführung des Wurfprinzipes kann auch der körperlich stark Benachteiligte zum Erfolg kommen. Bestimmte Techniken sind jedoch eher geeignet, um andere Techniken zu kontern oder um auf bestimmte erwartete Verhaltensweisen oder die körperlichen Voraussetzungen des Partners reagieren zu können. Das Beherrschen einer großen Anzahl von Techniken führt daher oftmals zum Erfolg, vor allem, da der Judoka seltener überrascht wird.
Die Beschreibungen erläutern die Prinzipien einiger schulmäßiger Techniken. Im Wettkampf, im Randori und auch als Bewegungsaufgabe können diese Techniken beliebig variiert und kombiniert werden, sofern kein Regelverstoß begangen wird. Besonders hervorzuheben sind dabei Varianten der Fassart oder des Eingangs. Einige Techniken können in ihrer Ausführung so weit abgeändert werden, dass auch eine Eingruppierung in eine andere Gruppe vertretbar wäre. Die Bewegungsrichtung, aus der die Technik ausgeführt wird, ist grundsätzlich nicht festgelegt. Jedoch sind einige Bewegungsrichtungen zweckmäßiger als andere. Grundsätzlich sind sechs Bewegungsrichtungen zu unterscheiden:
- rückwärts,
- vorwärts,
- seitwärts rechts,
- seitwärts links,
- im Kreis rechts,
- im Kreis links.

Außerdem lassen sich verschiedene Bewegungsarten unterscheiden:
- Uke und Tori stehen sich gegenüber,
- Uke kommt auf Tori zu (Uke schiebt),
- Tori zieht Uke,
- Tori kommt auf Uke zu (Tori schiebt),
- Uke zieht Tori,
- Uke blockt,
- Tori blockt,
- Uke weicht aus,
- Tori weicht aus,
- Uke greift an,
- Tori greift an.

Jede Wurftechnik kann beidseitig ausgeführt werden.
Selbstverständlich beinhaltet die Wurfausführung (entsprechend der Judo-Grundhaltung „Wechselseitiges Gedeihen“, jita-kyoei) auch die Fallhilfe für den Partner, damit dieser ohne erhebliches Verletzungsrisiko geworfen werden kann.

## Technikgruppen
Im Judo existiert eine Vielzahl an Wurftechniken. Der Kodokan benennt beispielsweise 68 unterschiedliche Wurftechniken.
Die Techniken können nach unterschiedlichen Methodiken in Gruppen sortiert werden. Diese Systeme bilden den theoretischen Rahmen zum Erlernen der Wurftechniken.
Neben der Gokyo, die die Techniken in fünf Gruppen aufteilt, ist die heute in Deutschland wohl verbreitetste Systematik, die Gruppierung nach den Wurfprinzipien des Kodokan.
- Tachi-waza (Standtechniken):
  - Ashi-waza (Bein- und Fußwürfe),
  - Koshi-waza (Hüftwürfe),
  - Te-waza (Hand- und Armwürfe).
- Sutemi-waza (Selbstfallwürfe, auch „Opferwürfe“):
  - Yoko-sutemi-waza (Selbstfallwürfe zur Seite),
  - Ma-sutemi-waza (Selbstfallwürfe nach hinten).

Neben den Stoffsammlungen existieren Systeme, die methodische Vorgaben beim Erlernen der Wurftechniken bieten.
Beim Kyu-Prüfungsprogramm des Deutschen Judo-Bundes sind die Würfe nach Schwierigkeitsgrad sortiert und somit vor allem an die Entwicklungsschritte von Kindern angepasst. Andere methodische Systeme sind:
- 10 Lehrserien, jeweils als abgeschlossenes Übungsprogramm: Fußtechniken 1–3, Hüfttechniken 1–6, Selbstfalltechniken 1[4]
- Koizumi – Aufteilung in 3 Gruppen, je nachdem, wie Uke geworfen wird: Radwürfe (Kuruma-waza), Waagetechniken (Tenbin-waza), Stolpertechniken (Tsumatsukaza-waza)[5]
- Judo-Wurfkreis: Reduziert die Vielzahl an Wurftechniken anhand von Bewegungsverwandtschaften (6 Basistechniken und deren Varianten)[6]

Die nachstehende Aufstellung einzelner Wurftechniken orientiert sich an der traditionellen Gokyo und ist nicht abschließend.

## Tachi-waza (Standtechniken)

### Ashi-waza (Bein- und Fußwürfe)
Beinwürfe können in Sichel-, Rad-, Einhänge- und Fegetechniken gegliedert werden. Erstere greifen das vornehmlich belastete Standbein des Partners an und entziehen ihm so das Gleichgewicht. Bei den Fegetechniken hingegen wird das unbelastete Bein angegriffen und dem Partner die Möglichkeit, sich mit diesem abzustützen, genommen. Bei den Radtechniken wird eines oder beide Beine des Partners blockiert und durch Drehung des eigenen Körpers um die längste Achse der fixierte Körper des Partners über diesen Block gedreht.
Diese Techniken erfordern eine präzise Koordination der Arme und Beine sowohl zeitlich als auch räumlich.

#### Ashi-guruma (Beinrad)
Tori bricht das Gleichgewicht von Uke durch Zug der Arme nach vorne, dreht so ein, blockiert noch in der Eindrehbewegung beide Beine des Uke zwischen Knöchel und Knie mit seinem ausgestreckten, nicht aufgesetzten Bein und wirft durch eine schnelle Weiterdrehung seines Körpers und kontinuierlichen Zug der Arme, so dass Uke ein Rad über Toris Bein schlägt.

#### Hiza-guruma (Knierad)
Tori setzt seine Fußsohle unter Ukes gegenüberliegendes Knie an und wirft den Gegner in einem Dreiviertelkreisbogen über den angesetzten Fuß. Im Gegensatz zu Sazae-tsuri-komi-ashi wird ein hinten stehendes Bein Ukes angegriffen; das vorne stehende Bein würde, mit dieser Wurftechnik angegriffen, sich selbst blockieren.
Bei dieser Technik ist darauf zu achten, dass der Fuß Toris nicht direkt auf Ukes Knie gesetzt wird, um Verletzungen zu vermeiden. Weiterhin ist bei dieser Technik darauf zu achten, dass der Knöchel Toris nicht gegen Ukes Schienbein schlägt.

#### Ko-soto-gake (Kleines äußeres Einhängen)
Tori hängt sein Bein von außen in das gegenüberliegende Bein des Uke ein, wobei er die Ferse unterhalb der Kniekehle ansetzt und das Bein des Uke so am Boden fixiert. Mit gleichzeitiger Gewichtsverlagerung nach vorn wirft Tori Uke schräg nach hinten.

#### O-guruma (Großes Rad)
Tori bricht das Gleichgewicht von Uke durch Zug der Arme nach vorne, dreht ein, blockiert beide Beine von Uke zwischen Knie und Hüfte mit seinem fast waagerecht ausgestreckten Bein und wirft durch eine schnelle Drehung seines Körpers und kontinuierlichen Zug der Arme, so dass Uke ein Rad über Toris Bein schlägt.

#### O-soto-gari (Große Außensichel)
Dieser Beinsichelwurf ist eine sehr effektive Technik, die auch im sportlichen Wettkampf erfolgreich angewandt werden kann. Sie ist ebenfalls in der Gonosen-No-Kata (Form der Gegenwürfe) zu finden.
Tori macht einen weiten Schritt schräg-vorwärts an Uke vorbei, so dass beide Partner mit entgegengesetzter Blickrichtung fast nebeneinanderstehen. Durch Beibehaltung der Faßart sowie unterstützenden Armzug („Lenkradbewegung“) wird Uke gezwungen, sein Tori zugewandtes Bein zu belasten. Nun schwingt Tori sein Uke zugewandtes Bein zunächst gestreckt nach vorn („Pferdekuß“ vermeiden) und dann in einer durchgehenden Bewegung wieder nach hinten, um Ukes belastetes Bein zu sicheln, wodurch dieser geworfen wird. Tori muss dabei auf einem Bein stehend sein Gleichgewicht halten.

#### O-soto-guruma (Großes Außenrad)

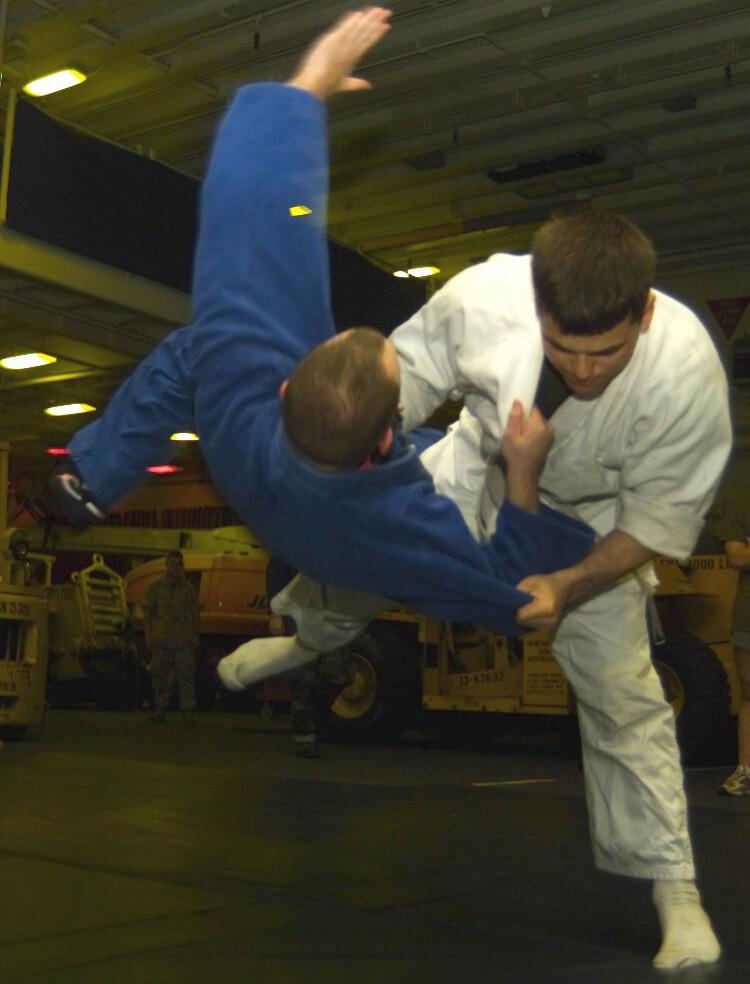
O-soto-guruma

O-soto-guruma entspricht im Wurfeingang zunächst dem O-soto-gari.
Der Unterschied ist, dass O-soto-guruma keine Sicheltechnik ist, sondern eine Radtechnik, d. h. die Beine Ukes werden nicht unter seinem Körper weggesichelt, sondern blockiert. Bei der Ausholbewegung seines (Uke zugewandten) Schwungbeines führt Tori eine geringe Drehung um seine Längsachse von Uke fort aus, so dass Uke fast auf die Hüfte aufgeladen wird. Bei der abschließenden Rückbewegung des Schwungbeins werden nun beide Beine Ukes angegriffen. Dabei führt Tori seine Körperdrehung fort, so dass Uke über das Schwungbein geworfen wird.

#### O-soto-otoshi (Großer Außensturz)
Der Wurfeingang entspricht dem O-soto-gari. Tori stellt den Fuß seines Uke zugewandten Beines jedoch hinter Uke ab und blockiert so dessen Standbein, fixiert Uke und wirft diesen durch Druck am Oberkörper nach hinten. Gegebenenfalls geht Tori dabei in die Knie und führt Uke nach unten.

#### O-uchi-gari (大内刈, Große Innensichel)

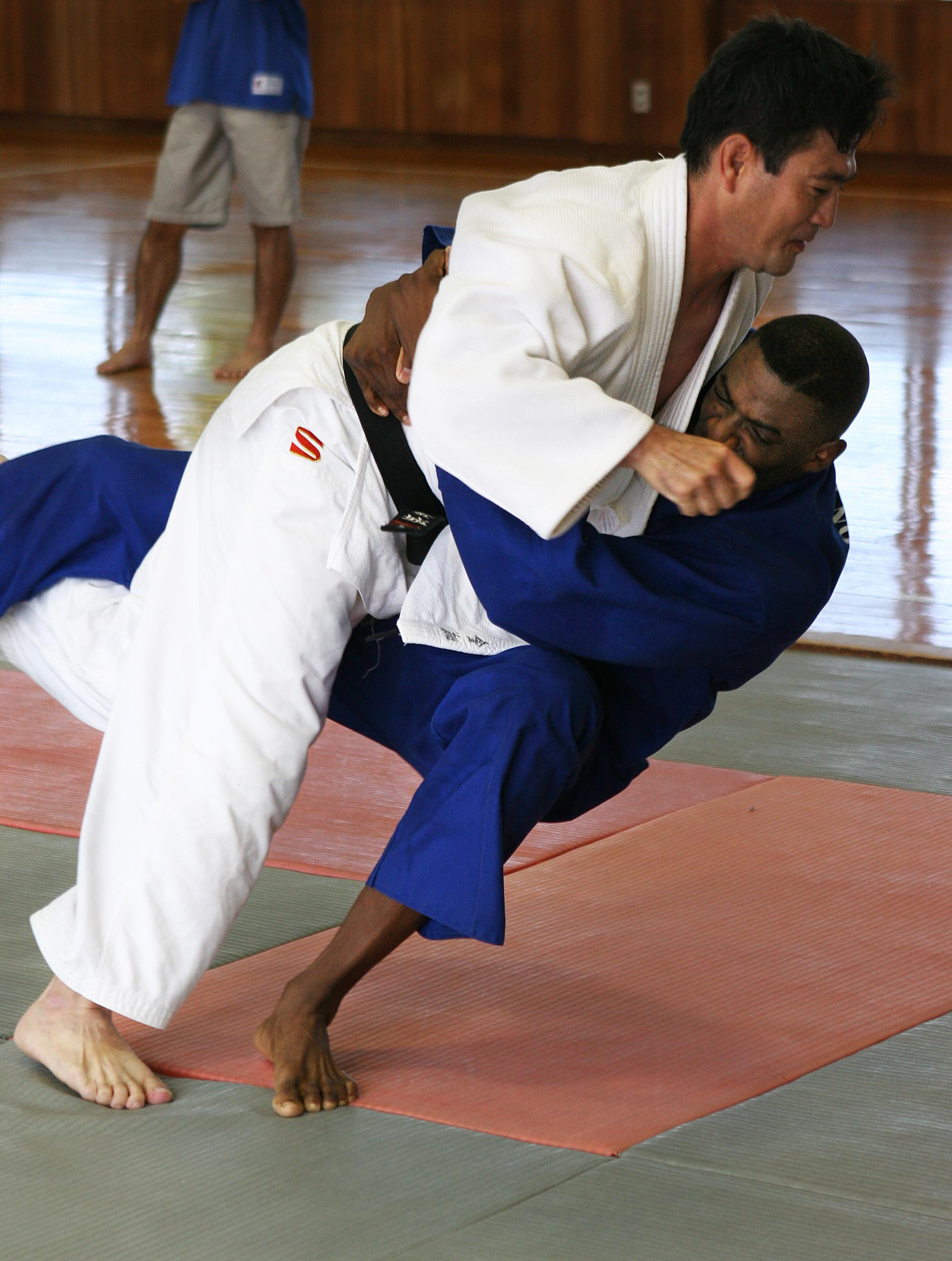
O-uchi-gari

Tori sichelt mit einer Halbkreisbewegung seines Beins das gegenüberliegende belastete Bein Ukes von innen hinten und wirft rückwärts.

#### Okuri-ashi-barai (Fußnachfegen)
Tori zwingt Uke zu einem Schritt (zweckmäßigerweise seitwärts oder in einer Kreisbewegung). Dabei wird das Standbein des Uke durch aufwärts gerichteten Armzug des Tori entlastet. Tori fegt von außen das unbelastete Bein des Uke gegen das instabile Standbein und kippt Uke förmlich um.

#### Sasae-tsuri-komi-ashi (支釣込足, Hebezugfußhalten)
Tori blockiert mit der Fußsohle ein gegenüberliegendes, vorgestelltes, belastetes Bein von Uke etwas oberhalb des Spanns und wirft Uke vorwärts-seitwärts, indem er ihn zwingt, den Schritt nach vorn weiterzuführen.

#### (Ashi-) Uchi-mata (Innerer Schenkelwurf)
Tori bringt Uke durch Zug der Arme nach vorne aus dem Gleichgewicht, dreht ein, führt mit seinem Oberschenkel Ukes Schwungbein nach und wirft durch weiteren Zug und Drehen seines Körpers nach vorne.

### Koshi-waza (Hüftwürfe)
Tori bricht das Gleichgewicht Ukes nach vorn, dreht mit einer Halbdrehung ein und bringt die eigene Hüfte mehr oder weniger unter den Schwerpunkt (Hüfte) des Partners. Durch Beinstreckung und Armzug wird der so fixierte Partner dann über die Hüfte nach vorn geworfen.

#### Harai-goshi (Hüftfeger)
Tori dreht ein, lädt Uke auf die Hüfte auf. Abwurf erfolgt durch Schwingen des Beines an der Außenseite von Ukes Bein vorbei und gleichzeitiges Ziehen mit den Armen.

#### O-goshi (大腰, Großer Hüftwurf)
Tori dreht ein und hebt durch Streckung der Beine Uke aus und führt dessen Bewegung durch Körperdrehung und Armzug weiter. Die dem Uke zugewandte Hand schiebt dabei auf dem Rücken des Uke, die andere Hand zieht am langen Arm nach unten.

#### (Koshi-) Uchi-mata (Innerer Schenkelwurf)
Tori bringt Uke durch Zug der Arme nach vorne aus dem Gleichgewicht, dreht ein und blockiert die Vorwärtsbewegung des Uke mit seiner Hüfte. Tori schwingt sein Uke zugewandtes Bein aufwärts, greift damit das bereits deutlich entlastete Standbein des Uke an und wirft diesen über die Hüfte nach vorn.

#### Uki-goshi (Schwebende Hüfte)
Tori dreht ein, fixiert Uke jedoch schon während der Eindrehbewegung, so dass dieser rechtwinklig zu Tori steht. Durch die Beinstreckung Toris wird das Gleichgewicht des Uke endgültig gebrochen, und durch die Fortsetzung der Eindrehbewegung, insbesondere durch Zurücksetzen des von Uke abgewandten Beines des Tori, sowie Armzug wird Uke zu Boden geschleudert.

#### Tsuri-komi-goshi (Hebehüftwurf)
Tori dreht sich in tiefer Kniebeuge stehend ein und wirft den Gegner, indem er ihn nach oben stemmt.
Tori erfasst Ukes rechten Ärmel möglichst kurz oberhalb des Ellenbogens. Mit der rechten Hand greift er in Ukes linkes Revers in Kragenhöhe. Es ist vorteilhaft, den Wurf auszuführen, wenn Uke einen Rechtsvorwärts-Schritt macht.
Anschließend dreht Tori sich nach rechts ein, wobei er sich, im Gegensatz zu den meisten Hüftwürfen, so tief in die Kniebeuge begibt, dass sich Toris Gesäß etwa auf Ukes Kniehöhe befindet. Obwohl es bei diesem Wurf angebracht ist, so tief wie möglich zu stehen, darf Tori nur so weit in die Knie gehen, wie es der eigene feste Stand in dieser Position gestattet.
Zur Wurfausführung zieht Tori mit dem linken Arm vorwärts und nach unten. Mit dem rechten Arm, der sich gerade nach oben gestreckt mit der Hand an Ukes Revers befindet, wird nun das Gleichgewicht des Uke nach vorne gebrochen, sodass Uke auf dem eigenen Rücken liegt. Als Nächstes wird Uke sowohl durch Zug an der Ärmelhand als auch durch Zug am Revers des Uke nach vorne und Hüfteinsatz in Kombination mit dem eigenen Aufrichten und Abbeugen ausgehoben und nach vorne geworfen.
Dieser Wurf ist, vorausgesetzt man kann sicher genug in tiefer Kniebeuge stehen, vor allem geeignet, um körpergrößere Gegner zu werfen. Versucht Uke einen Hüftwurfansatz durch Abblocken mit gestrecktem Oberkörper unwirksam zu machen, ermöglicht dieser Wurf meist, den Gegner dennoch auszuheben und zu werfen.

### Te-waza (Hand- und Armwürfe)
Uke wird entweder im Bereich der Schulter von Tori fixiert, ausgehoben und mehr oder weniger über den Körper des Werfenden geworfen oder durch eine erzwungene Änderung der Bewegungsrichtung aus dem Gleichgewicht gebracht und förmlich zu Boden gerissen.

#### Kata-guruma (Schulterrad)
Tori bringt Uke durch Zug seiner Arme diagonal nach vorne aus dem Gleichgewicht, geht tief in die Knie, um unterhalb Ukes Schwerpunkt zu gelangen, greift mit seinem Arm von innen um Ukes Oberschenkel und wirft ihn über beide Schultern ab. Tori richtet sich dabei auf, so dass Uke ein großes Rad über die Schultern des Tori schlägt.

#### Seoi-nage (背負投, Schulterwurf)
Tori dreht tief ein, unterläuft so den Schwerpunkt des Uke und fixiert diesen dabei an seiner Schulter. Durch Aufrichten und gleichzeitigen Armzug wird Uke nach vorn geworfen.
Varianten:
- Morote-seoi-nage: Tori bringt seinen Ellenbogen unter Ukes Achsel;
- Ippon-seoi-nage: Tori klemmt Ukes Arm in seine Ellenbeuge;
- Eri-seoi-nage: Tori greift einseitig;
- Seoi-otoshi: Tori streckt den Fuß aus und zieht Uke darüber;
- Koga-Seoi-Nage: Tori dreht von außen ein und wirft mit seitenverkehrter Fassart (benannt nach Toshihiko Koga).

Die Varianten unterscheiden sich in der Fassart, der notwendigen Absenkung des Schwerpunktes bei der Eindrehbewegung und in der Relation, welche Schulter des Tori (relativ zur Eindrehrichtung) den Uke fixiert.
Seoi-nage kann auch „shoi-nage“ ausgesprochen werden, wenn die ersten beiden japanischen Zeichen zu einem Begriff („Rückentrage“) verschmelzen.

#### Uki-otoshi (Schwebehandzug)
Tori weicht einer Vorwärtsbewegung des Uke schräg zur Seite aus und geht auf eines seiner Knie herunter. Durch die gleichzeitige plötzliche Änderung der Zugrichtung nach unten zwingt er Uke zu einem freien Fall vorwärts.
Als Wettkampftechnik ist Uki-otoshi eine absolute Rarität. Als erster Wurf der Nage-no-kata demonstriert er aber eindrucksvoll das für das Judo fundamentale Prinzip, wie durch Ausweichen und Weiterführen der Bewegung des Partners geworfen werden kann.

#### Tai-otoshi (Körpersturz)
Mit einer Drehbewegung wird der Vorwärtsbewegung des Uke ausgewichen und sehr weit eingedreht, das außen stehende Bein wird gestreckt (ganz leicht angewinkelt, um das Verletzungsrisiko zu vermindern) in die Bewegungsrichtung des Uke gestellt. Es wird über das gestreckte Bein geworfen, Zugpunkt ist die Hand am Revers des Uke.

## Sutemi-waza (Opferwürfe)
Grundsätzlich wird zwischen Ma-Sutemi (Würfe aus der geraden Rückenlage) und Yoko-Sutemi (Würfe aus der seitlichen Rückenlage) unterschieden. Tori (der Werfende) berührt dabei zuerst den Boden. Sein Fall (Gewicht) reißt Uke (den Geworfenen) mit. Eine Sonderstellung nimmt die Untergruppe „Maki-Komi-Waza“ ein, die heute „Würfe durch Verwringen“ genannt wird. Hier gibt Tori zwar auch freiwillig seinen Stand auf, berührt aber nicht als Erster den Boden, sondern fällt durch engen Körperkontakt mit Uke mit. Wegen des Aufkommens auf Toris Seite werden Maki-Komi-Waza bei den Yoko-Sutemi-Waza eingeordnet.

### Yoko-sutemi-waza (Seitliche Körperwürfe zur Seite)
Durch die Aufgabe des eigenen Gleichgewichtes wird der Partner gezwungen, seine Bewegung fortzusetzen. Dabei werden die Beine des Partners blockiert und dessen Fall seitlich am werfenden, bereits am Boden liegenden Partner vorbeigelenkt.

#### Tani-otoshi (Talfallzug)
Tori steht seitlich von Uke, bricht dessen Gleichgewicht durch Armzug nach hinten und durch Druck seiner Schulter von vorne, gleitet mit einem Bein hinter beide Beine des Uke und wirft, indem er sich selbst auf die Seite fallen lässt und dabei Uke mitreißt.

#### Yoko-gake (Seitliches Einhängen)
Tori hält engen Kontakt zu dem seitlich neben ihm stehenden Uke, blockiert das ihm zugewandte belastete Bein des Uke am Spann mit dem eigenen entgegengesetzten Fuß und zieht den Uke dabei noch stark auf dieses Bein. Tori streckt das blockierende Bein und wirft sich dabei zur Seite. Dadurch wird das Standbein des Uke mit zunehmendem Fall des Tori immer mehr zur Seite geschoben und Uke zugleich zu Boden gezogen.

#### Soto-maki-komi (Außendrehwurf)

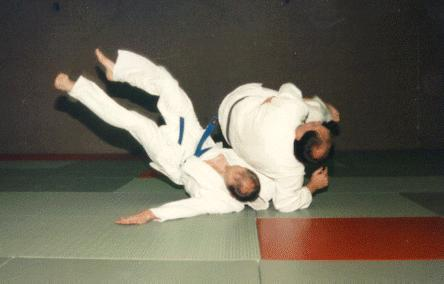
Ein Soto-maki-komi

Soto-maki-komi kann sehr gut ausgeführt werden, wenn Uke auf Tori zugeht. Tori zieht kräftig mit der linken Hand am Ärmel Ukes und zwingt ihn zu einem großen Schritt. Durch eine Eindrehbewegung, bei der – ähnlich wie bei Tai-Otoshi – Toris rechtes Bein außen an Ukes rechtes Bein gelegt wird und Tori Ukes rechten Arm in der Achsel einklemmt, wird ein enger Körperkontakt hergestellt. Tori dreht sich weiter und zieht Uke mit sich zu Boden, wobei Uke durch den Schwung als Erster die Matte berührt (weiterhin enger Körperkontakt). Tori fällt neben Uke (nicht auf Uke!) und kann so zum Beispiel sofort eine Haltetechnik anbringen.
Der Wurf gehört zur Gruppe der Yoko-sutemi-waza, wenn nicht nach Mitfalltechnik sortiert wird.

#### Hane-maki-komi (Springdrehwurf)
Hane-maki-komi ist eine Art Hane-goshi, ausgeführt als Mitfalltechnik.
Wie bei Soto-maki-komi, muss Tori einen engen Körperkontakt zu Uke herstellen, um den Wurf durchzuführen. Der Unterschied zu Soto-maki-komi ist das Ausheben des Uke durch das Wegfegen des Beines von Uke wie bei Hane-goshi.
Uke fällt oft sehr hoch und sehr hart, da dieser keinen eigenen Einfluss mehr auf seine Flugbahn hat und der Fall allein von Toris Geschick abhängt.
Der Wurf gehört zur Gruppe der Yoko-sutemi-waza, wenn nicht nach Mitfalltechnik sortiert wird.

#### Ko-uchi-maki-komi
Ko-uchi-maki-komi ähnelt dem Ko-uchi-gari. Anders als bei dieser Technik fällt jedoch Tori mit. Wichtig ist dabei, dass das angegriffene Bein Ukes Standbein ist. Dies ist zum Beispiel zu erreichen, wenn Uke in Auslage steht. Tori hakt sein rechtes Bein von innen in Ukes rechtes Bein ein. Dabei klemmt er mit seinem rechten Arm Ukes rechten Oberschenkel ein. Uke wird jetzt durch Toris Oberkörper sowie Arm an einer Fluchtbewegung gehindert. Um zu werfen, lässt sich Tori auf seine rechte Seite fallen. Er zwingt dabei durch seinen Körper Uke mit zu Boden und sichert durch seinen rechten Arm. Da das angegriffene Bein Ukes Standbein ist, verliert dieser dadurch das Gleichgewicht und fällt zu Boden. Ist das angegriffene Bein nicht Ukes Standbein, dann läuft der Angriff ins Leere.
Der Wurf gehört zur Gruppe der Yoko-sutemi-waza, wenn nicht nach Mitfalltechnik sortiert wird.

### Ma-sutemi-waza (Selbstfallwürfe nach hinten)
Der werfende Partner gibt sein eigenes Gleichgewicht auf und zwingt den Partner so zu Boden. Dadurch, dass der Werfende direkt unter dem Schwerpunkt des Geworfenen zu liegen kommt, kann er dessen Fall direkt über den eigenen Körper hinweg lenken.

#### Tomoe-nage (Kreiswurf/ Überkopfwurf)

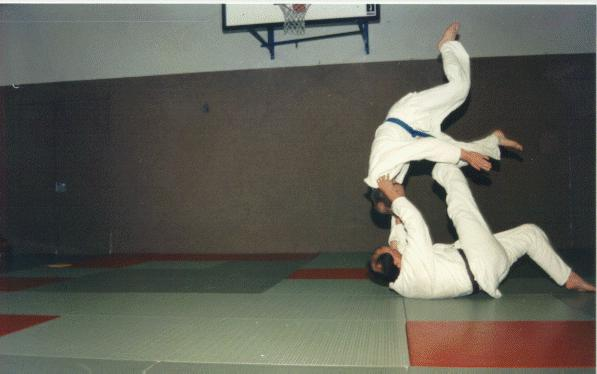
Ein Tomoe-nage, durchgeführt mit dem rechten Fuß Toris

Tomoe-Nage ist eine der bekanntesten Wurftechniken, da dieser oft in Actionfilmen zu sehen ist.
Tori zwingt Uke zu einem Schritt vorwärts, dabei setzt er einen Fuß in der Leiste des Uke an und sich selbst direkt unter dem Schwerpunkt des Uke, also idealerweise direkt vor oder zwischen den Füßen des Uke auf den Boden und bringt Uke so in eine tief abgebeugte Position. Tori lässt sich nun auf den Rücken rollen und schiebt mit dem Fuß in der Leiste des Uke nach, worauf Uke mit einer Vorwärtsrolle leicht seitlich über Tori fällt.

#### Ura-nage (Rückwurf)
Tori umfasst Uke von der Seite, geht tief in die Knie, um unterhalb von Ukes Schwerpunkt zu gelangen, hebt Uke durch explosives Strecken der Beine sowie Vorschieben von Hüfte und Bauch aus, lässt sich selbst auf den Rücken fallen, ohne dabei in den Beinen einzuknicken, und wirft Uke über die Schulter nach hinten ab.

## Maki-komi-waza

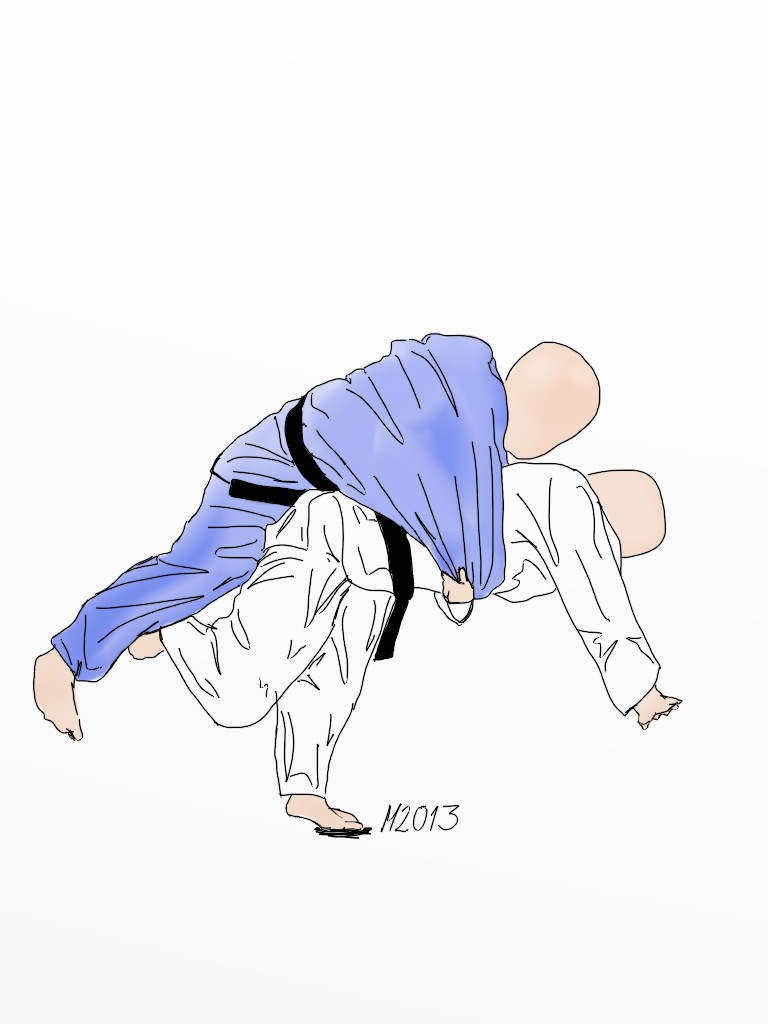
Hane-Maki-Komi

Zu den durchaus spektakulären Techniken gehören die Maki-komi-Techniken, bei denen Tori Uke auf sich „aufwickelt“ und ihn durch seinen eigenen Fall letztendlich zu Boden wirft.
Uke fällt bei einigen dieser Techniken sehr hoch und sehr hart, da er von Tori azimutal beschleunigt wird, jedoch stets einen längeren Weg beschreiben muss und somit eine höhere Bahngeschwindigkeit erreicht. Als Kampftechniken stellen die Maki-komi-waza auch einen sinnvollen Übergang vom Stand in den Boden dar. Oft kann sofort in eine Haltetechnik übergegangen werden. Als wesentliche Anforderung stellt sich die Beherrschung von Selbstfallwürfen bei gleichzeitigem Fixieren des Uke und dem Ansetzen einer Eindrehtechnik. Außerdem sollte Tori nach Uke die Matte berühren.
Die Maki-komi-waza werden größtenteils, jedoch nicht ausschließlich unter die Sutemi-waza eingruppiert. Diese Techniken vereinen Prinzipien dieser Gruppen mit denen der Tachi-waza. Da keine Trennung von Tori und Uke stattfindet, könnten die Maki-komi-waza bei restriktiver Auslegung sogar als reine Stand-Boden-Übergänge (und nicht als Wurftechnik) aufgefasst werden.

### Hane-maki-komi
Dieser Wurf fällt offiziell unter die Yoko-sutemi-waza.
→ Hane-Maki-Komi

### Ko-uchi-maki-komi
Diese Technik wird als Variante des Ko-uchi-gari betrachtet.
Tori greift mit einer Sichelbewegung seines diagonal entgegengesetzten Beines von innen das Standbein des Uke an. Dabei unterstützt Tori den Angriff, indem er seinen Griff am Revers löst, der Sichelbewegung folgend abtaucht und das Standbein des Uke zwischen Arm und Körperseite fixiert, dabei wird praktisch eine Eindrehbewegung vollführt. Indem Tori sein Gleichgewicht aufgibt, wird Uke schräg nach hinten geworfen.

### Soto-maki-komi
Dieser Wurf fällt ebenfalls offiziell unter die Yoko-sutemi-waza
→ Soto-maki-komi

### Laats-Abtaucher
Diese nach den belgischen Brüdern Philip Laats (-65 kg) und Johann Laats (-78 kg) benannte Technik gilt als Variante des Kata-guruma und gehört damit zur Gruppe der Te-waza.
Tori setzt wie Kata-guruma zum Aufladen des Uke an, fixiert Uke jedoch vorher, indem er seinen eigenen Nacken unter dessen Achsel einklemmt, und fällt selbst zur Seite. Uke wird dadurch gezwungen, über die Schultern des Tori zu Fallen.

## Beingreiftechniken
Diesen Würfen ist gemein, dass durch Greifen eines oder beider Beine der Gegner zu Fall gebracht oder soweit destabilisiert wird, dass ein relativ schwacher Wurfansatz zum Erfolg führt. Die Einteilung dieser Techniken erfolgt zumeist nach der Art der endgültigen Wurfausführung oder der Wurf wird als Variante der abschließenden Technik betrachtet. Die Nomenklatur der Einzeltechniken unterliegt einigen Schwankungen. Im deutschen Sprachraum herrscht unter anderem die Praxis vor, unabhängig von der Wurfausführung alle einhändigen Techniken, bei denen das Bein des Uke von innen gegriffen wird, als Kuchiki-taoshi zu bezeichnen, und alle anderen als Kata-ashi-dori.
In den 1990er Jahren gelangten einige Techniken des Sambo in das Wettkampfjudo, wodurch Beingreiftechniken sehr populär wurden. Seit 2010 sind diese jedoch bei offiziellen Wettkämpfen verboten.

### Kata-ashi-dori
Die Technik kann als Variante des O-uchi-gari angesehen werden.
Tori greift von außen das unbelastete Bein des Uke und sichelt das Standbein mit O-uchi-gari. Uke fällt dabei relativ hart fast gerade nach hinten.

### Kuchiki-taoshi (einen morschen Baum fällen)
Dieser Wurf wird offiziell in Gruppe der Te-waza eingruppiert.

### Morote-gari/Ryo-(te)-ashi-dori (Beidhandsichel)

Morote-Gari

Diese Technik gehört zur Gruppe der Te-waza und wird in anderen Kampfsportarten auch als Double Leg Takedown bezeichnet.
Tori taucht vor Uke ab, ergreift mit beiden Händen die Zubon des Uke am Knie und zieht, während er mit der Schulter gegen die Hüfte des Uke drückt, dessen Beine weg, sodass Uke nach hinten geworfen wird.

## Unterteilung nach Gokyō
Die Gokyō (五教, fünf Lehren) enthalten die klassischen 40 Wurftechniken des Judo, eingeteilt nach Schweregrad. 

Im klassischen Judo entsprachen die fünf Lehren den Gokyū, also den 5 Schülergraden. Ein Schüler musste eine Gruppe von Techniken beherrschen, um einen bestimmten Schülergrad zu erreichen. Bis in die 1980er Jahre waren diese Anforderungen in den Prüfungsordnungen einiger deutscher Landesverbände verankert. Die heutige Technikschulung orientiert sich jedoch nicht mehr an diesem System.
Die Nage-no-kata besteht aus 15 beispielhaft zusammengestellten Techniken der Gokyō.
Die Gokyō enthalten die folgenden Techniken:

### 1. Gruppe (一教Ikkyō, erste Lehre)
| Japanischer Name      | Deutscher Name    |
| --------------------- | ----------------- |
| De-ashi-barai         | Fußfegen          |
| Hiza-guruma           | Knierad           |
| Sasae-tsuri-komi-ashi | Hebezugfußhalten  |
| Uki-goshi             | Hüftschwung       |
| O-soto-gari           | Große Außensichel |
| O-goshi               | Großer Hüftwurf   |
| O-uchi-gari           | Große Innensichel |
| Seoi-nage             | Schulterwurf      |

### 2. Gruppe (ニ教Nikyō, zweite Lehre)
| Japanischer Name | Deutscher Name     |
| ---------------- | ------------------ |
| Ko-soto-gari     | Kleine Außensichel |
| Ko-uchi-gari     | Kleine Innensichel |
| Koshi-guruma     | Hüftrad            |
| Tsuri-komi-goshi | Hebehüftwurf       |
| Okuri-ashi-barai | Fußnachfegen       |
| Tai-otoshi       | Körperwurf         |
| Harai-goshi      | Hüftfeger          |
| Uchi-mata        | Innenschenkelwurf  |

### 3. Gruppe (三教Sankyō, dritte Lehre)
| Japanischer Name      | Deutscher Name   |
| --------------------- | ---------------- |
| Ko-soto-gake          | Kleines Einhaken |
| Tsuri-goshi           | Hüftzug          |
| Yoko-otoshi           | Seitfallzug      |
| Ashi-guruma           | Beinrad          |
| Hane-goshi            | Hüftspringwurf   |
| Harai-tsuri-komi-ashi | Hebezugfußfegen  |
| Tomoe-nage            | Kreiswurf        |
| Kata-guruma           | Schulterrad      |

### 4. Gruppe (四教Yonkyō, vierte Lehre)
| Japanischer Name | Deutscher Name  |
| ---------------- | --------------- |
| Sumi-gaeshi      | Eckenwurf       |
| Tani-otoshi      | Talfallzug      |
| Hane-maki-komi   | Springdrehwurf  |
| Sukui-nage       | Schaufelwurf    |
| Utsuri-goshi     | Wechselhüftwurf |
| O-guruma         | Großes Rad      |
| Soto-maki-komi   | Außendrehwurf   |
| Uki-otoshi       | Schwebehandzug  |

### 5. Gruppe (五教Gokyō, fünfte Lehre)
| Japanischer Name | Deutscher Name       |
| ---------------- | -------------------- |
| O-soto-guruma    | Großes Außenrad      |
| Uki-waza         | Rückfallzug          |
| Yoko-wakare      | Seitenriss           |
| Yoko-guruma      | Seitenrad            |
| Ushiro-goshi     | Hüftgegenwurf        |
| Ura-nage         | Rückwurf             |
| Sumi-otoshi      | Eckenkippe           |
| Yoko-gake        | Seitliches Einhängen |

### (Habukareta-Waza)
Im Jahre 1982 wurde eine zusätzliche Gruppe mit acht traditionellen Würfen hinzugefügt (diese waren 1920 herausgenommen worden) und 17 neuere Techniken wurden als offizielle Kodokan Judo-Würfe anerkannt (shinmeisho-no-waza). 1997 fügte der Kodokan die letzten zwei zusätzlichen Würfe der Shinmeisho-no-waza hinzu.
| Japanischer Name                       | Deutscher Name       |
| -------------------------------------- | -------------------- |
| Obi-otoshi                             |                      |
| Seoi-otoshi                            | Schultersturz        |
| Yama-arashi                            | Bergsturm            |
| O-soto-otoshi                          | Großer Außensturz    |
| Daki-wakare/Kakae-wake                 |                      |
| Hikkomi-gaeshi (u. a. Obi-tori-gaeshi) |                      |
| Tawara-gaeshi                          | Reisballen-Gegenwurf |
| Uchi-maki-komi                         |                      |

### (Shinmeisho-no-waza)
| Japanischer Name                                                                           | Deutscher Name                                  |
| ------------------------------------------------------------------------------------------ | ----------------------------------------------- |
| Morote-gari (Ryo-ashi-dori)                                                                | Beidhändige Sichel                              |
| Kuchiki-taoshi                                                                             | Den morschen Baum fällen                        |
| Kibisu-gaeshi                                                                              |                                                 |
| Uchi-mata-sukashi                                                                          |                                                 |
| Daki-age (Mochiage-otoshi, im Wettkampf verboten, mittlerweile keine Kodokan-Technik mehr) |                                                 |
| Tsubame-gaeshi                                                                             | Schwalben Gegenwurf                             |
| Ko-uchi-gaeshi                                                                             |                                                 |
| O-uchi-gaeshi                                                                              |                                                 |
| O-soto-gaeshi                                                                              |                                                 |
| Harai-goshi-gaeshi                                                                         |                                                 |
| Uchi-mata-gaeshi                                                                           |                                                 |
| Hane-goshi-gaeshi                                                                          |                                                 |
| Kani-basami (im Wettkampf verboten)                                                        | Beinschere (eigentl. Krebsschere, Kani = Krebs) |
| O-soto-maki-komi                                                                           | Großer Außendrehwurf                            |
| Kawazu-gake (im Wettkampf verboten)                                                        |                                                 |
| Harai-maki-komi                                                                            | Hüftdrehwurf                                    |
| Uchi-mata-maki-komi                                                                        |                                                 |
| Sode-tsuri-komi-goshi                                                                      |                                                 |
| Ippon-seoi-nage                                                                            |                                                 |
| Ko-uchi-makikomi                                                                           | fiel früher unter Ko-uchi-gari                  |

## Komplexaufgaben
Dieser Begriff beschreibt keine formale Unterteilung der Judotechniken, sondern mehr oder weniger frei entwickelbare Trainingsinhalte, die es den Judoka ermöglichen, die beherrschten Techniken situationsgerecht einzusetzen und weiterzuentwickeln. Im Rahmen moderner Trainingmethodiken können die Judoka einen Großteil der Inhalte selbst erarbeiten. Üblicherweise werden Komplexaufgaben bei Gürtelprüfungen abgefragt.
Die wichtigsten Komplexaufgaben mit Bezug zur Nage-waza sind:

### Kontertechniken (Gegenwürfe)
Auf bestimmte häufige Angriffstechniken soll unmittelbar mit einer eigenen Technik reagiert werden. Der Judoka muss die Angriffstechnik frühzeitig erkennen können und angemessen reagieren. Die Technik des Gegners soll (regelkonform) verhindert werden und gleichzeitig als Bewegungsvorgabe der eigenen Wurftechnik dienen.
Einige Wurftechniken, insbesondere Sutemi-waza werden fast ausschließlich als Gegenwürfe eingesetzt.

### Kombinationen
Tori versucht eine Wurftechnik, Uke vereitelt diese durch eine typische Verhinderungsstrategie. Tori muss nun diese Situation als Bewegungsvorgabe für eine weitere Wurftechnik nutzen. Im Unterschied zur Finte soll die erste Wurftechnik des Tori nicht den Zweck haben, eine Reaktion des Uke zu provozieren.

### Situationsvorgaben
Dabei sollen Techniken gefunden oder variiert werden, um bestimmten häufigen Situationen zu begegnen.

### Übergänge vom Stand in den Boden
Gelegentlich kann es von Vorteil sein, einen Kampf im Boden weiterzuführen. Einige Techniken erlauben es Tori, in bestimmten Situationen Uke ohne Wurftechnik kontrolliert zu Boden zu führen und sogleich eine Bodentechnik anzusetzen.